# Ковачевци (Град)
Ковачевци (словен. Kovačevci, мађ. Vaskovácsi) је насељено место у општини Град, Помурска регија, Словенија.

## Историја
До територијалне реорганизације у Словенији били су у саставу старе општине Мурска Собота.

## Становништво
У попису становништва из 2011. године, Ковачевци су имали 131 становника.
| Број становника према пописима | Број становника према пописима | Број становника према пописима |
| ------------------------------ | ------------------------------ | ------------------------------ |
| 1991                           | 2002                           | 2011                           |
| 157                            | 129                            | 131                            |

## Галерија
- кукурузи
- стара сеоска кућа